# Rochia nilotica
Espèce
Rochia nilotica est une espèce de mollusques gastéropodes à coquille conique de la famille des Tegulidae. 

## Synonymes
- Astralium pagodus Tenison-Woods, 1879[1]
- Tectus niloticus (Linnaeus, 1767)[1]
- Trochus montebelloensis Preston, 1914[1]
- Trochus niloticus Linnaeus, 1767[1]
- Trochus zebra Perry, 1811[1]